# Błąd (baseball)

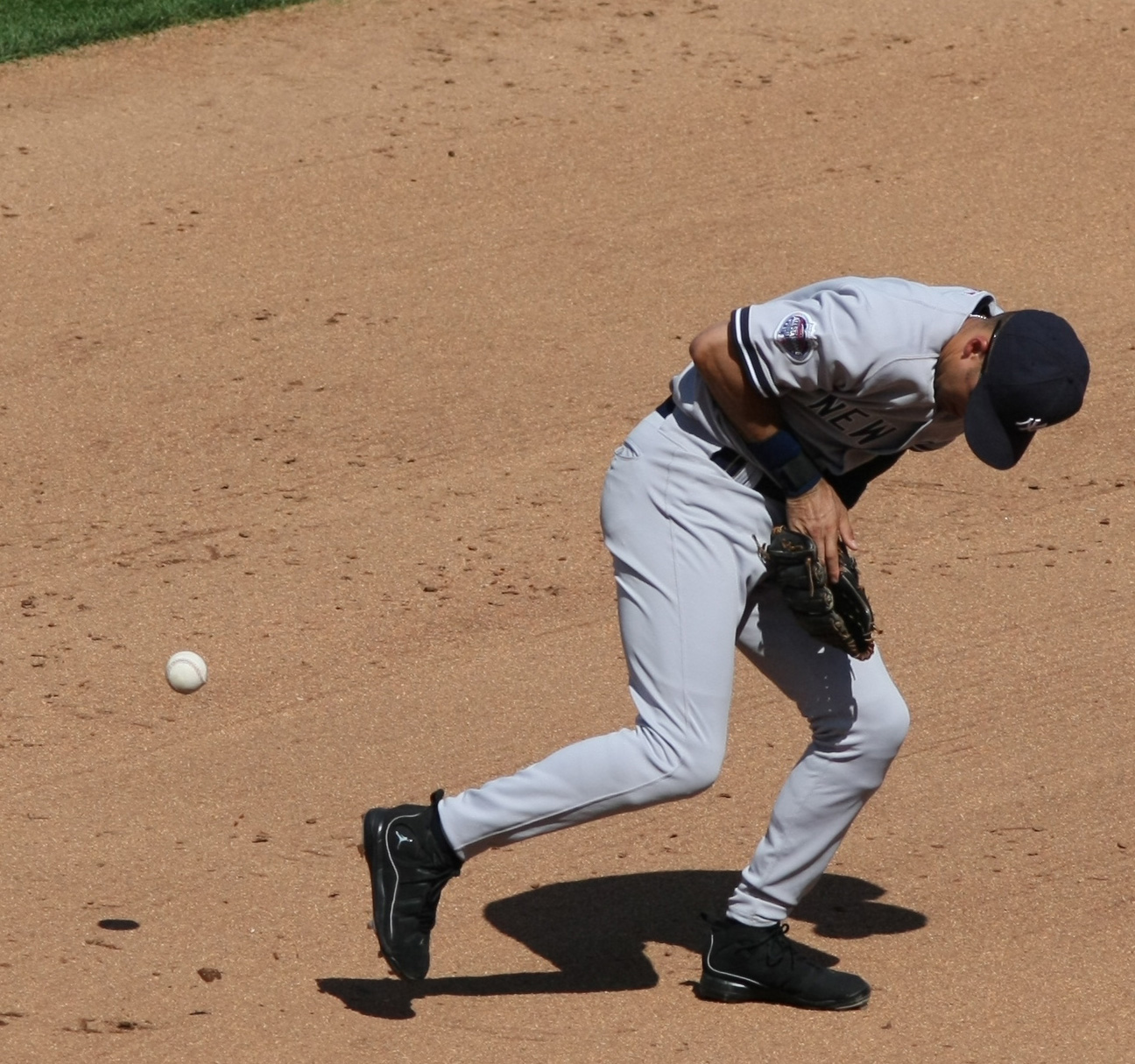
Derek Jeter popełnia błąd nie łapiąc piłki.

Błąd (ang. Error, w skrócie E) – w baseballu następuje wówczas, gdy zawodnik drużyny broniącej pozwoli na zaliczenie bazy poprzez niezłapanie pewnej do chwytu piłki pałkarzowi lub biegaczowi, lub też poprzez nieskuteczne podanie do zawodnika broniącego bazy. O tym komu przypisać błąd decyduje oficjalny protokólant (ang. official scorer), prowadzący zapis meczu, który został wyznaczony przez zarząd ligi.
W tabeli wyników podawany jest wraz z liczbą zdobytych obiegów (ang. runs - R) oraz liczbą zdobytych uderzeń (H) przez zespół.
| Mecz nr. 5 – World Series 1980 | Mecz nr. 5 – World Series 1980 | Mecz nr. 5 – World Series 1980 | Mecz nr. 5 – World Series 1980 | Mecz nr. 5 – World Series 1980 | Mecz nr. 5 – World Series 1980 | Mecz nr. 5 – World Series 1980 | Mecz nr. 5 – World Series 1980 | Mecz nr. 5 – World Series 1980 | Mecz nr. 5 – World Series 1980 | Mecz nr. 5 – World Series 1980 | Mecz nr. 5 – World Series 1980 | Mecz nr. 5 – World Series 1980 | Mecz nr. 5 – World Series 1980 |
| Zespół                         | 1                              | 2                              | 3                              | 4                              | 5                              | 6                              | 7                              | 8                              | 9                              | R                              | H                              | E                              |                                |
| ------------------------------ | ------------------------------ | ------------------------------ | ------------------------------ | ------------------------------ | ------------------------------ | ------------------------------ | ------------------------------ | ------------------------------ | ------------------------------ | ------------------------------ | ------------------------------ | ------------------------------ | ------------------------------ |
| Philadelphia Phillies          | 0                              | 0                              | 0                              | 2                              | 0                              | 0                              | 0                              | 0                              | 2                              | 4                              | 7                              | 0                              |                                |
| Kansas City Royals             | 0                              | 0                              | 0                              | 0                              | 1                              | 2                              | 0                              | 0                              | 0                              | 3                              | 12                             | 2                              |                                |

- Liczba błędów (E) wyróżniona kolorem czerwonym.